# Gérard Chouquer
 (octobre 2021).
Gérard Chouquer (né le 26 novembre 1948 dans les Ardennes, France) est un chercheur, historien et archéogéographe français.

## Biographie
Il obtient une agrégation d’histoire en 1974, puis est recruté au Centre national de recherche scientifique (CNRS) en 1980. Directeur de recherches en1997.
Il effectue une thèse sur les « cadastres romains » à Besançon en 1982, puis est habilité à diriger des recherches en 1993 à Tours. De 2001 à 2013, nommé au sein de l'UMR 7041 du CNRS « Archéologie et Sciences de l’Antiquité » (Paris-Nanterre) et habilité à diriger des thèses à la Sorbonne.
Il enseigne l’archéogéographie à l'université de Coimbra (Portugal) de 2009 à 2011 ; à l’université Panthéon-Sorbonne et à l’École d’architecture de Versailles.
Il est membre du comité d'expertise « Politiques publiques et Paysages » au Ministère de l'Aménagement du Territoire et de l'environnement de 1997 à 2004, rédacteur en chef de la revue Études Rurales, secrétaire de l'association France International pour l'Expertise Foncière (Ordre des Géomètres-Experts) et membre du comité technique « Foncier et Développement » du ministère de l'Europe et des Affaires étrangères et de l'agence française de développement. 
En 2016, il est élu membre correspondant de l'Académie d'agriculture de France, puis titulaire en 2020.

## Travaux sur les questions foncières et les problématiques agraires dans le monde
— Spécialiste de l'étude de l'arpentage et de l'histoire du cadastre dont les résultats sont signalés dans l’Encyclopædia Universalis en 1985, dans l'article de Roger Agache sur l'archéologie aérienne.
— Collaboration régulière avec l'Ordre des Géomètres-Experts.
— L'ouvrage sur la Terre dans le monde romain est au centre d’un colloque de droit romain et d’arpentage qui lui est consacré à Milan, les 21-22 novembre 2013.
— Publication en 2012 un ouvrage "Terres porteuses" sur les acquisitions massives de terre (land grabbing).
— Conférences : Fédération Internationale des Géomètres à Marrakech les 18-22 mai 2011. FIG Working Week à Rome en 2012. En 2013, colloque sur la concentration et les accaparements de terre, qui s’est tenu à l’Université Externado de Bogota en Colombie.

## L'archéogéographie
—  Formalisation d'une discipline hybride, l'archéogéographie.
— Organisateur du colloque fondateur d'archéogéographie à Paris en septembre 2007 (au sein du congrès Medieval Europe Paris "On the road again").
— Publication à Coimbra et Porto en 2007 d'un essai préfacé par Bruno Latour et présenté par Jorge de Alarcão : Quels scénarios pour l'histoire du paysage ? Orientations de recherche pour l'archéogéographie.
— Publication en 2008 du premier tome du Traité d’archéogéographie intitulé La crise des récits géohistoriques et, en 2013, du second tome, co-rédigé avec Magali Watteaux : L’archéologie des disciplines géohistoriques, parus aux éditions Errance.

## Publications
— Auteur d'une trentaine d'ouvrages et de plus de 600 contributions scientifiques.
— Travaux recensés dans les revues : Antiquity, Bulletino dell'Istituto di Diritto Romano (Milan), EspaceTemps.net, Géocarrefour, Revue Historique, Droit et Sociétés, Histoire et Sociétés Rurales, Annales HSS, Nature Sciences Sociétés, Études rurales.
— Depuis 2019, directeur de la série "Normes et pratiques foncières et agricoles dans le monde" à la Maison des Sciences de l'Homme et de l'environnement C.N. Ledoux, de Besançon.

### Livres imprimés
- (avec François Favory), Les Paysages de l'Antiquité. Terres et cadastres de l'occident romain, Errance, Paris, 1991, 243 p.
- avec François Favory, L'Arpentage romain. Histoire des textes, Droit, Techniques, Errance, Paris, 2001, 494 p.
- Quels scénarios pour l'histoire du paysage ? Orientations de recherche pour l’archéogéographie, préface de Bruno Latour, Coimbra-Porto, 2007, 408 p.
- Traité d'archéogéographie. La crise des récits géohistoriques, Errance, Paris, 2008, 200 p.
- La terre dans le monde romain : anthropologie, droit, géographie, Actes Sud, Arles, 2010, 352 p.
- Terres porteuses, entre faim de terres et appétit d’espace, Actes-sud/Errance, Paris, 2012, 250 p.
- Les acquisitions massives de terres dans le monde. Bulle foncière ou opportunité de développement ?, entretien avec Charlotte Castan, Ed. Publitopex, Paris, 2012, 68 p.
- The global issue of land grabbing. Land bubble or development opportunity ?, interviews with Charlotte Castan, translated into English by Robert Reay-Jones, Ed. Publitopex, Paris, 2012, 68 p.
- (avec Magali Watteaux), L'archéologie des disciplines géohistoriques, Errance, Paris, 2013, 400 p.
- Cadastres et fiscalité dans l’Antiquité tardive, Presses Universitaires François Rabelais, coll. Perspectives historiques, Tours, 2014, 456 p.
- Dominer et tenir la terre dans le haut Moyen Âge, Presses Universitaires François Rabelais, Tours 2020, 556 p.
- Le foncier. Entre propriété et expertise, Académie d'Agriculture de France, éd. Presses des Mines, Paris 2019, 228 p.
- (avec Marie-Claude Maurel), Les mutations récentes du foncier et des agricultures en Europe, Presses universitaires de Franche-Comté, Besançon, 2019, 296 p., DOI : 10.4000/books.pufc.5578.

### Livres numériques édités ou réédités par Publi-Topex
- Terres et propriétés dans le monde romain. (mise à jour de l’ouvrage paru en 2010, « La terre dans le monde romain »), éd. Publi-Topex, Paris 2020.  (ISBN 978-2-919530-17-5). http://serveur.publi-topex.com/EDITION/01TerresProprietesMondeRomain.pdf
- Les catégories de droit agraire à la fin du IIe s. av. J.-C. (sententia Minuciorum de 117 av. J.-C. et lex agraria de 111 av. J.-C.), éd. Publi-Topex, Paris 2020, 255 p.  (ISBN 978-2-919530-18-2). http://serveur.publi-topex.com/EDITION/02CategoriesDroitAgraireIIsiecleAvJC.pdf
- Études sur le Libercoloniarum, éd. Publi-Topex, Paris 2020, 236 p.  (ISBN 978-2-919530-19-9). http://serveur.publi-topex.com/EDITION/03EtudeLiberColoniarum.pdf
- Droit et juridicité dans les sociétés agraires du haut Moyen Âge occidental, éd. Publi-Topex, Paris 2020, 160 p. http://serveur.publi-topex.com/EDITION/29DroitJuridiciteSocietesAgrairesHautMoyenAgeOccidental.pdf
- Les parcellaires médiévaux en Émilie et en Romagne. Centuriations et trames coaxiales. Morphologie et droit agraire, livre électronique, éd. Publi-Topex, Paris 2020, 330 p.  (ISBN 978-2-919530-20-5). http://serveur.publi-topex.com/EDITION/06ParcellairesMedievauxEmilieRomagne.pdf
- « Paramount England », Études sur le système foncier anglais aux XIe – XIIIe siècles, éd. Publi-Topex, Paris 2020, 294 p.   (ISBN 978-2-919530-21-2). http://serveur.publi-topex.com/EDITION/07ParamountEngland.pdf
- Territoires et parcellaires en Amérique du Nord du XVIIe au XXe s. Droit et morphologie agraires, éd. Publi-Topex, Paris 2020, 290 p.  (ISBN 978-2-919530-22-9). http://serveur.publi-topex.com/EDITION/08TerritoiresParcellairesAmeriqueNordXVIIeXXeS.pdf
- Documents de droit agraire. 1. La République romaine, éd. Publi-Topex, Paris 2020.  (ISBN 978-2-919530-23-6). http://serveur.publi-topex.com/EDITION/13DDA-vol1-EpoqueRepRomaine.pdf
- Documents de droit agraire. 2. L’Époque impériale romaine (Ier-IIIe s.), éd. Publi-Topex, Paris 2020.  (ISBN 978-2-919530-24-3). http://serveur.publi-topex.com/EDITION/14DDA-vol2-EpoqueImpRomaine.pdf
- Documents de droit agraire. 3. Textes, plans et schémas des agrimensores, éd. Publi-Topex, Paris 2020.  (ISBN 978-2-919530-25-0). http://serveur.publi-topex.com/EDITION/15DDA-vol3-TextesPlansShemasAgrimensores.pdf
- Documents de droit agraire. 4. L’Antiquité tardive, éd. Publi-Topex, Paris 2020.  (ISBN 978-2-919530-26-7). http://serveur.publi-topex.com/EDITION/16DDA-vol4-AntiquiteTardive.pdf
- Documents de droit agraire. 5. Le Haut Moyen Âge, éd. Publi-Topex, Paris 2020.  (ISBN 978-2-919530-27-4). http://serveur.publi-topex.com/EDITION/17DDA-vol5-HautMoyenAge.pdf
- Dictionnaire du droit agraire antique et altomédiéval (DDAAA), éd. de décembre 2018, 660 p. (5374 définitions et notices en avril 2020), éd. Publi-Topex.  (ISBN 978-2-919530-28-1). http://serveur.publi-topex.com/EDITION/18DictionnaireDroitAgraireAntiqueAltomedieval.pdf
- Dictionnaire du foncier médiéval et moderne XIe-XVIIIe siècles. France-Italie-Angleterre-Espagne-Pays scandinaves (DFMM), version d’avril 2020, 1374 notices, éd. Publi-Topex.  (ISBN 978-2-919530-29-8). http://serveur.publi-topex.com/EDITION/19DictionnaireFoncierMedievalModerneXIeXVIIIeS.pdf
- Termes et expressions du droit foncier anglais, Common law et Equity, version de mai 2018, 350 notices, 50 pages.  (ISBN 978-2-919530-30-4). http://serveur.publi-topex.com/EDITION/20TermesExpressionsDroitFoncierAnglais.pdf
- Dictionnaire des questions foncières pendant la colonisation de l’Algérie au XIXe s., version de février 2018, 320 notices.  (ISBN 978-2-919530-31-1). http://serveur.publi-topex.com/EDITION/21DictionnaireQuestionsFoncieresColonisationAlgerieXIXeS.pdf
- Lexique comparé de la publicité foncière, 400 notices, mai 2018, 76 p.  (ISBN 978-2-919530-32-8). http://serveur.publi-topex.com/EDITION/22LexiqueComparePubliciteFonciere.pdf
- Glossaire des acquisitions massives de terres et de l’agriculture de firme, 240 notices, 2012.  (ISBN 978-2-919530-33-5). http://serveur.publi-topex.com/EDITION/23GlossaireAcquisitionsMassivesTerresAgricultureFirme.pdf

## Activités musicales
— Auteur de pièces sur l'histoire de la musique, dont des pièces sur : la compositrice Fanny Mendelssohn (jouée à Dole et Lons-le-Saunier en 1997, avec la jeune soprano franco-marocaine Hanna Bayodi-Hirt interprétant les lieder de Fanny Mendelssohn) ;  sur C.-N. Ledoux et J.-F. Tapray (à Pesmes, Haute-Saône) ; sur le facteur d'orgue Riepp (à Dijon) ; sur Haydn et Mozart (à Nemours); sur les Couperin (en Seine-et-Marne) ; sur Louis II de Bavière ”le roi des Alpes » (à Pesmes) ; sur Brahms et Clara Schumann « sur les rives du Danube » (à Pesmes).
— Créateur des spectacles de musique de table, Aria di sorbetto, et Aria di vino, dans les années 2000  à Dole et Moissey (Jura) et Pesmes (Haute Saône). 
— Co-concepteur de la Célébration orphéonique en Seine-et-Marne en 1989 avec Alain Savouret et Pierre-Marie Cuny, et auteur du livret de l'oratorio "Ombres et lumières sur la cité", représenté au Palais de Fontainebleau et diffusé sur France Culture ; compte rendu dans Le Monde du 2 juillet 1989.
— Créateur de la radio des Rencontres Musicales d’Arc-et-Senans aux Salines Royales dans les années 1980.
— Producteur d'une quinzaine de CD de musique classique (Tapray ; Balbastre [intégrale pour clavecin] ; Boieldieu et pianoforte avec François Very ; orgue avec Michel Chapuis ; harmonium et piano avec Kurt Lueders et Pascale Bonnier) et contemporaine (Giacinto Scelsi, ensemble 2E2M, Quatuor Arcadie, Gérard Caussé, ensemble Alternance… ; « Choc du Monde la Musique » avec un CD de l'ensemble Aleph ; co-production de deux CD avec le festival de musique contemporaine de Rome, Nuova Consonanza et Alessandro Sbordoni). 
— Président de l'Orchestre des Concerts Lamoureux de septembre 2019 à avril 2021, il stoppe la dérive financière qui a conduit à l’annulation des concerts à partir de juillet  2019, et gère ensuite l’Orchestre pendant la période de pandémie en 2020-2021. Lire son analyse de la situation de l’Orchestre parue en octobre 2021.

### Notices d'autorité
- Fichier d’autorité international virtuel
- International Standard Name Identifier
- Bibliothèque nationale de France
- Identifiants et Référentiels pour l'enseignement supérieur et la recherche (IdRef)
- Bibliothèque du Congrès
- Gemeinsame Normdatei
- Bibliothèque royale des Pays-Bas
- WorldCat Id

### Ressource relative à la recherche
- Persée